# Leopoldo Laperuta
Leopoldo Laperuta (Portici, 1771 – Napoli, 27 luglio 1858) è stato un architetto italiano.

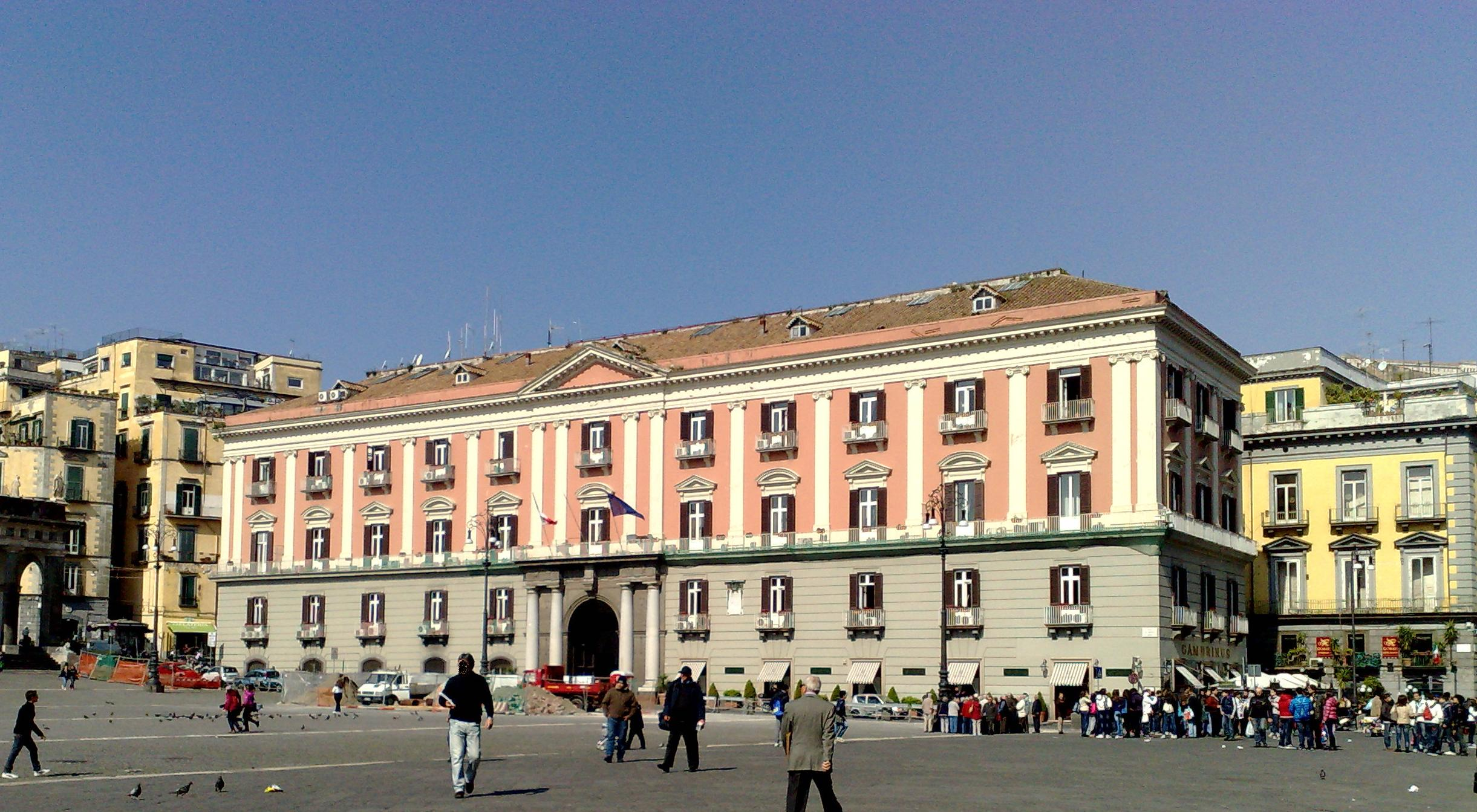
Palazzo della Prefettura

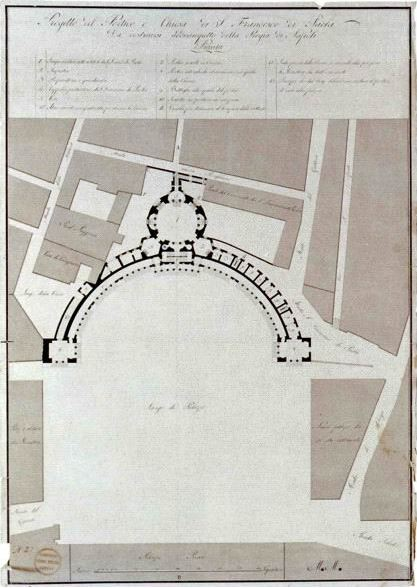
Il disegno, anonimo, che rappresenta il progetto di Laperuta dell'emiciclo di Piazza Plebiscito

Il suo nome è legato al progetto di sistemazione della piazza antistante il Palazzo Reale (oggi Piazza Plebiscito). Infatti nel 1809 vinse il concorso per la Grande piazza o Foro Murat, un grande spazio pubblico nel luogo maggiormente rappresentativo della città. Il progetto di Laperuta, si basava su un emiciclo porticato dalla forma semicircolare perfettamente in asse la reggia e destinato a usi pubblici. I lati erano chiusi da due edifici gemelli, posti su un asse perpendicolare a quello tra palazzo reale e emiciclo.
Quando nel 1811 Murat creò la Scuola di Applicazione di Ponti e Strade, sul modello dell'analoga istituzione francese riformata da Napoleone nel 1804, Laperuta occupò la cattedra di architettura civile e disegno fino al 1841.
Al ritorno di Ferdinando I, Laperuta fu confermato nell'incarico della realizzazione della piazza, affiancato da Antonio de Simone.
Tuttavia con la definitiva restaurazione della dinastia borbonica nel 1815 fu però indetto un nuovo concorso, finalizzato a dare all'emiciclo un carattere religioso, eliminando dal progetto ogni elemento legato al periodo napoleonico e all'ideologia illuminista. L'edificio centrale all'emiciclo, che doveva in origine essere una sorta di tempio laico, fu destinato a chiesa intitolata a San Francesco da Paola, e i colonnati, che furono ricondotti a una forma approssimativamente semiellittica, furono progettati più basi per far risaltare l'edificio religioso di cui diventarono un'appendice. Il nuovo progetto di Pietro Bianchi, pur essendo un completo travisamento del progetto murattiano, tenne necessariamente conto di quello di Laperuta anche se non è chiaro a che punto fossero giunti i lavori, iniziati con la demolizione di numerose preesistenze monastiche e proseguiti con i grossi muri di fondazione. Sicuramente a Laperuta e a De Simone devono essere attribuiti gli stravaganti ambienti ipogei dell'edificio centrale.
A Laperuta fu tuttavia concesso di completare i lavori del palazzo laterale, inizialmente destinato a Ministero degli Esteri, poi a Foresteria e, dopo l'unità d'Italia, a Prefettura. 

## Opere principali
- Piazza del Plebiscito (già Foro Murat), Napoli;
- Palazzo della Prefettura (già Palazzo della Foresteria) Napoli;